# آردو آروسار
آردو آروسار (استونیایی: Ardo Arusaar؛ زادهٔ ۲۴ ژوئن ۱۹۸۸) کشتی‌گیر اهل استونی است. وی در بازی‌های المپیک تابستانی ۲۰۱۲ و ۲۰۱۶ شرکت کرده است.